# Ján Žaludek
Ján Žaludek [žaluděk] (* 6. prosince 1946) je bývalý slovenský fotbalový útočník.

## Hráčská kariéra
V československé lize hrál za VSS Košice. Nastoupil v 1 ligovém utkání, aniž by skóroval.

### Prvoligová bilance
| Ročník             | Zápasy | Góly | Minuty | Klub          |
| ------------------ | ------ | ---- | ------ | ------------- |
| I. liga 1970/71    | 1      | 0    | 45     | TJ VSS Košice |
| CELKEM I. ČS. LIGA | 1      | 0    | 45     |               |